# Закон за трудовата поземлена собственост
 Тази статия е за закона от 1946 година.  За закона от 1921 година вижте Закон за трудовата поземлена собственост (1921).  
Законът за трудовата поземлена собственост е закон в България приет от XXVI обикновено народно събрание през 1946 година и останал в сила с поредица промени до отмяната му през 1997 година с промени в Закона за собствеността и ползването на земеделските земи.
Законът е приет в момент, когато комунистите се опитват да привлекат на своя страна привърженици на Българския земеделски народен съюз (БЗНС), докато БЗНС – Никола Петков се налага като основна опозиционна сила в страната. По тази причина те искат да демонстрират приемственост с политиката на Александър Стамболийски като заглавието на закона и голяма част от неговите постановки повтарят тези на Закона за трудовата поземлена собственост от 1921 година.
Законът е важна стъпка в селскостопанската политика на налагащия се тоталитарен комунистически режим и е насочен към изземването на продуктивна земеделска земя, като ограничава собствеността на семейство до 300 декара земя в Добруджа и до 200 декара в останалата част от България. Национализирани са 564 000 декара земеделска земя, което е много по-малко от необходимите за оземляването на около 600 хиляди безимотни и малоимотни селяни 10 милиона декара (по оценка, включена в мотивите към закона). Това не може да стане дори и с национализираните по други закони 2,4 милиона декара общински, училищни, читалищни, църковни и вакъфски имоти.
Самото правителство смята закона за предимно пропаганден инструмент и прилагането му протича бавно – до края на 1946 година са оземлени 22 хиляди домакинства, а през 1947 година – 80 хиляди. Тъй като приоритетно се оземляват хора, постъпващи в Трудово-кооперативни земеделски стопанства (ТКЗС), земите директно влизат в блоковете на ТКЗС без хората изобщо да влизат във владение на земята. Не разполагащите с никаква собственост все пак получават по 10 декара (по-късно намалени на 5 декара) земя за лично ползване. В свой доклад от септември 1948 година земеделският помощник-министър Титко Черноколев отчита неуспеха на аграрната реформа, като според него земи получават 11 хиляди безимотни и 29 хиляди малоимотни.
Неразпределените земи стават част от Държавен поземлен фонд, като върху част от тях са създадени Държавни земеделски стопанства.
С ликвидацията на опозицията и решението на комунистическия режим за активизиране на колективизацията, на 15 декември 1947 година ЗТПС е основно изменен, като са силно ограничени възможностите за оземляване извън рамките на ТКЗС. Последните фиктивни оземлявания на членове на ТКЗС са от началото на 1948 година, когато общият им брой достига 123 825. През юни Политбюро взема решение за прекратяване на оземляването, което смята за пречка пред колективизацията.